# Borovice Schwerinova v Mostě
Borovice Schwerinova v Mostě je památný strom v Mostě. Strom se nachází v soukromé zahradě v ulici U města Chersonu. Borovice Schwerinova je kříženec borovice vejmutovky s borovicí himálajskou. Strom je starý 95 let, měl výšku 21 metrů a obvod jeho kmene je 2,21 m. Borovice se zlomila při vichřici 23. února 2020, na místě zůstalo torzo vysoké přibližně 12 m. Ochrana stromu byla zachována i přes jeho poškození.

## Další vzácné stromy na Mostecku
- Albrechtický dub – zaniklý chráněný dub u bývalé obce Albrechtice
- Dub pod Resslem – chráněný strom
- Jírovec v Šumné u Litvínova – chráněný strom
- Lipová alej v Mostě – chráněná alej u Oblastního muzea v Mostě
- Lípa v Lužici (okres Most) – chráněný strom
- Lípy v Horní Vsi u Litvínova – chráněné stromy
- Lípy v Janově u Litvínova – chráněné stromy
- Lípa v Šumné u Litvínova – chráněný strom
- Lípa v Meziboří (Potoční ulice) – chráněný strom
- Lípa v Meziboří (Okružní ulice) – chráněný strom
- Žeberská lípa – nejstarší strom v okrese Chomutov